# 上黄镇
上黄镇，是中华人民共和国江苏省常州市溧阳市下辖的一个镇。位于溧阳市东北部，东、北分别与宜兴市、常州市金坛区毗邻，全镇面积47.6平方公里，常住人口2.8万人。

## 历史
清代上黄辖境东北部（今山下村中北部、西埝村）和东南部（今水母山村东南、坡圩村、浒西村）属溧阳县永东区，中部属宜兴县。
1910年，溧阳县境内部分改属永成乡，1927年改属埭头区，1935年改属第二区（驻别桥）。
1950年3月，宜兴县前化乡（治所在今前化村，属周山村）、上黄乡（治所在今上黄村）共22个行政村划归溧阳管辖，溧阳宝寿乡（大致在今宜兴市的杨巷镇新芳村和新建镇之间）划归宜兴管辖。至此现上黄镇辖境全部归属溧阳，分属城东区下的上黄、𠙶北、前化、山下等乡。1956年合并为上黄、前化2乡，1957年撤区，前化乡并人上黄乡，1958年改为上黄人民公社，1983年复为上黄乡，1988年撤乡设上黄镇。

## 行政区划
上黄镇下辖以下地区：
上黄社区、坡圩村、水母山村、浒西村、山下村、西埝村、上黄村、桥西村和周山村。
| 原村级区划 | 2001年后 村级区划 | 2009年后 村级区划 | 下辖自然村                                             |
| ---------- | ----------------- | ----------------- | ------------------------------------------------------ |
| 桥南村     | 桥南村            | 上黄村            | 前小村、小沟里、新村、石埠、王家棚、涂家、桥南、后小村 |
| 桥北村     | 桥北村            | 上黄村            | 桥北、汤庄里                                           |
| 桥西村     | 桥西村            | 桥西村            | 桥西、小龙塘、西旺沟                                   |
| 桥口村     | 桥西村            | 桥西村            | 东山、桥口、庄后                                       |
| 周山村     | 周山村            | 周山村            | 周山、高岭头                                           |
| 水产村     | 周山村            | 周山村            | 草鞋山                                                 |
| 前化村     | 前化村            | 周山村            | 前化                                                   |
| 三庙桥村   | 前化村            | 周山村            | 三庙桥、沙家头、接龙桥、小圩里                         |
| 坡圩村     | 坡圩村            | 坡圩村            | 坡圩                                                   |
| 庄基村     | 坡圩村            | 坡圩村            | 庄基                                                   |
| 坝里村     | 坡圩村            | 坡圩村            | 坝里、寿星渡、木桥头、八房、中段里、西高头、外圩       |
| 洋渚村     | 洋渚村            | 水母山村          | 洋渚、胡巷里、下大圩、南城                             |
| 夏林村     | 夏林村            | 水母山村          | 夏林、法兴寺、泉水湾                                   |
| 玕西村     | 玕西村            | 浒西村            | 马家、玕西、玕东、寿安里、宗家头、汤家头               |
| 港东村     | 玕西村            | 浒西村            | 闸头、港东、北塘、南山后、万公圩、新家庄               |
| 浒庄村     | 浒庄村            | 浒西村            | 中浒庄、后浒庄、前浒庄、圩培头、东庄渚                 |
| 白塔村     | 浒庄村            | 浒西村            | 白塔、小白塔、谈巷里                                   |
| 西埝村     | 西埝村            | 西埝村            | 西埝、西埝圩、前堆里                                   |
| 尚典村     | 尚典村            | 西埝村            | 尚典、杨庄、殷家舍                                     |
| 莫庄村     | 尚典村            | 西埝村            | 莫庄、莫庄圩                                           |
| 山下村     | 山下村            | 山下村            | 山下桥、前泗村、后泗村、排棚里、前留住、王巷山         |
| 前中村     | 前中村            | 山下村            | 蒋家头、吴家头、后巷里、中秀里、袁家头                 |
| 落霞村     | 前中村            | 山下村            | 后落霞、前落霞、笠帽顶、落霞圩                         |